# První vláda Viktora Orbána
První vláda Viktora Orbána (maďarsky első Orbán-kormány) byla vládou Maďarské republiky v období od 8. července 1998 do 27. května 2002.

## Historie
Jednalo se o pravicovou vládu vzniklou na základě rozložení poslaneckých mandátů v Zemském sněmu po parlamentních volbách na jaře roku 1998. Členskými subjekty byly Fidesz – Maďarská občanská strana (Fidesz), Maďarské demokratické fórum (MDF) a Strana nezávislých malorolníků (FKgP). Tyto tři strany měly v tehdejším parlamentním cyklu většinu 213 poslanců z celkového počtu 386 zákonodárců. V opozici vůči vládě byla postkomunistická Maďarská socialistická strana (MSZP), liberální Svaz svobodných demokratů (SZDSZ) a nacionalistická Strana maďarské spravedlnosti a života (MIÉP). Předseda vlády složil slib dne 6. července 1998, ministři o dva dny později 8. července 1998. V době vládnutí tohoto kabinetu v roce 1999 se Maďarsko stalo členským státem Severoatlantické aliance (NATO). Po parlamentních volbách v dubnu 2002 a následné změně rozložení sil v Zemském sněmu vláda ukončila svou činnost dne 27. května 2002, kdy předala své pravomoci levicové vládě pod vedením Pétera Medgyessyho (nestraník za MSZP).

## Složení vlády
| Portfej, úřad                                               | Člen vlády         | Subjekt | Subjekt   | Období ve funkci  | Období ve funkci  | Poznámka                                   |
| Portfej, úřad                                               | Člen vlády         | Subjekt | Subjekt   | nástup            | odchod            | Poznámka                                   |
| ----------------------------------------------------------- | ------------------ | ------- | --------- | ----------------- | ----------------- | ------------------------------------------ |
| Předseda vlády                                              | Viktor Orbán       |         | Fidesz    | 6. červenec 1998  | 27. květen 2002   | Orbán II., Orbán III., Orbán IV., Orbán V. |
| Vedoucí ministr Úřadu předsedy vlády                        | István Stumpf      |         | nestraník | 8. červenec 1998  | 27. květen 2002   |                                            |
| Ministr vnitra                                              | Sándor Pintér      |         | nestraník | 8. červenec 1998  | 27. květen 2002   | Orbán II., Orbán III., Orbán IV., Orbán V. |
| Ministr zahraničních věcí                                   | János Martonyi     |         | nestraník | 8. červenec 1998  | 27. květen 2002   | Orbán II.                                  |
| Ministr financí                                             | Zsigmond Járai     |         | nestraník | 8. červenec 1998  | 31. prosinec 2000 |                                            |
| Ministr financí                                             | Mihály Varga       |         | Fidesz    | 1. leden 2001     | 27. květen 2002   | Orbán II., Orbán III., Orbán IV., Orbán V. |
| Ministr hospodářství                                        | Attila Chikán      |         | nestraník | 8. červenec 1998  | 31. prosinec 1999 |                                            |
| Ministr hospodářství                                        | György Matolcsy    |         | nestraník | 1. leden 2000     | 27. květen 2002   | Orbán II.                                  |
| Ministr zemědělství a rozvoje venkova                       | József Torgyán     |         | FKgP      | 8. červenec 1998  | 15. únor 2001     |                                            |
| Ministr zemědělství a rozvoje venkova                       | Imre Boros         |         | FKgP      | 15. únor 2001     | 25. březen 2001   | pověřen řízením                            |
| Ministr zemědělství a rozvoje venkova                       | András Vonza       |         | FKgP      | 26. březen 2001   | 27. květen 2002   |                                            |
| Ministryně spravedlnosti                                    | Ibolya Dávid       |         | MDF       | 8. červenec 1998  | 27. květen 2002   |                                            |
| Ministr zdravotnictví                                       | Árpád Gógl         |         | Fidesz    | 8. červenec 1998  | 31. prosinec 2000 |                                            |
| Ministr zdravotnictví                                       | István Mikola      |         | nestraník | 1. leden 2001     | 27. květen 2002   |                                            |
| Ministr národního kulturního dědictví                       | József Hámori      |         | nestraník | 8. červenec 1998  | 31. prosinec 1999 |                                            |
| Ministr národního kulturního dědictví                       | Zoltán Rockenbauer |         | Fidesz    | 1. leden 2000     | 27. květen 2002   |                                            |
| Ministr školství                                            | Zoltán Pokorni     |         | Fidesz    | 8. červenec 1998  | 15. červenec 2001 |                                            |
| Ministr školství                                            | József Pálinkás    |         | Fidesz    | 16. červenec 2001 | 27. květen 2002   |                                            |
| Ministr pro rodinné a sociální záležitosti                  | Péter Harrach      |         | Fidesz    | 8. červenec 1998  | 27. květen 2002   |                                            |
| Ministr obrany                                              | János Szabó        |         | FKgP      | 8. červenec 1998  | 27. květen 2002   |                                            |
| Ministr ochrany životního prostředí                         | Pál Pepó           |         | FKgP      | 8. červenec 1998  | 19. červen 2000   |                                            |
| Ministr ochrany životního prostředí                         | Ferenc Ligetvári   |         | FKgP      | 20. červen 2000   | 30. listopad 2000 |                                            |
| Ministr ochrany životního prostředí                         | Béla Turi-Kovács   |         | FKgP      | 1. prosinec 2000  | 27. květen 2002   |                                            |
| Ministr dopravy a vodohospodářství                          | Kálmán Katona      |         | nestraník | 8. červenec 1998  | 31. kveten 2000   |                                            |
| Ministr dopravy a vodohospodářství                          | László Nógrádi     |         | Fidesz    | 1. červen 2000    | 30. listopad 2000 |                                            |
| Ministr dopravy a vodohospodářství                          | János Fónagy       |         | Fidesz    | 1. prosinec 2000  | 27. květen 2002   |                                            |
| Ministr mládeže a sportu                                    | Tamás Deutsch      |         | Fidesz    | 1. leden 1999     | 27. květen 2002   |                                            |
| Ministr bez portfeje odpovědný za tajné služby              | László Kövér       |         | Fidesz    | 8. červenec 1998  | 2. květen 2000    |                                            |
| Ministr bez portfeje odpovědný za tajné služby              | Ervin Demeter      |         | nestraník | 3. květen 2000    | 27. květen 2002   |                                            |
| Ministr bez portfeje odpovědný za koordinaci programu PHARE | Imre Boros         |         | FKgP      | 8. červenec 1998  | 27. květen 2002   |                                            |